# Communauté de communes du Pays Saint-Ponais
La Communauté de communes Pays Saint-Ponais est une ancienne communauté de communes française, située dans le département de l'Hérault et la région Occitanie.

## Histoire
Depuis le 1er janvier 2017, les trois communautés Orb et Jaur, le Minervois et Pays Saint-Ponais ont fusionné dans la communauté de communes Minervois Saint-Ponais Orb-Jaur.

## Composition
La communauté de communes du Pays Saint-Ponais regroupe 9 communes :
| Nom                             | Code Insee | Gentilé        | Superficie (km2) | Population (dernière pop. légale) | Densité (hab./km2) |
| ------------------------------- | ---------- | -------------- | ---------------- | --------------------------------- | ------------------ |
| Saint-Pons-de-Thomières (siège) | 34284      | Saint-Ponais   | 40,99            | 1 942 (2014)                      | 47                 |
| Boisset                         | 34034      | Bouissetol     | 17,47            | 45 (2014)                         | 2,6                |
| Courniou                        | 34086      | Courniounais   | 30,06            | 601 (2014)                        | 20                 |
| Pardailhan                      | 34193      | Pardailhanais  | 41,18            | 185 (2014)                        | 4,5                |
| Rieussec                        | 34228      | Rieussecois    | 22,20            | 77 (2014)                         | 3,5                |
| Riols                           | 34229      | Riolais        | 56,02            | 759 (2014)                        | 14                 |
| Saint-Jean-de-Minervois         | 34269      | Saint-Jeannais | 32,70            | 148 (2014)                        | 4,5                |
| Vélieux                         | 34326      | Vélois         | 10,15            | 82 (2014)                         | 8,1                |
| Verreries-de-Moussans           | 34331      | Verrerians     | 18,69            | 93 (2014)                         | 5                  |